# Nelinho
Manoel Rezende de Mattos Cabral, bekannt als Nelinho (* 26. Juli 1950 in Rio de Janeiro), ist ein ehemaliger brasilianischer Fußballspieler, der in seiner aktiven Zeit als rechter Verteidiger spielte.

## Karriere
In seiner 17-jährigen  Karriere, die von 1970 bis 1987 dauerte, spielte er bei mehreren namhaften brasilianischen Vereinen und gewann zahlreiche Titel. Für die brasilianische Fußballnationalmannschaft spielte er zwischen April 1974 und Juni 1980 28-mal. Er nahm an der Fußball-Weltmeisterschaft 1974 in Deutschland teil und wurde dort dreimal eingesetzt. Ebenfalls nahm er an der Copa América 1975 teil, wo er in sechs Spielen drei Tore schoss. Bei diesem Turnier scheiterte Brasilien im Halbfinale an Peru.
Er nahm ebenfalls an der Fußball-Weltmeisterschaft 1978 in Argentinien teil und spielte dort viermal (zwei Tore). Beim Spiel um den dritten Platz gegen Italien schoss er einen sehenswerten Treffer, als er den Ball außerhalb des rechten Strafraums mit viel Kraft und Effet um Italiens Keeper Dino Zoff herumdrehte.
Er nahm auch an der Copa América 1979 teil, wo Brasilien ebenfalls im Halbfinale scheiterte. Insgesamt gelangen ihm acht Treffer für Brasilien.

## Erfolge
- Vierter der Weltmeisterschaft 1974
- Dritter der Weltmeisterschaft 1978
- Staatsmeisterschaft von Minas Gerais (8): 1973, 1974, 1975, 1977, 1982, 1983, 1985, 1986
- Minas Gerais Pokal (3): 1973, 1975, 1979
- Copa Libertadores: 1976
- Atlantic Cup: 1976
- Staatsmeisterschaft von Rio Grande do Sul: 1980

## Individuelle Auszeichnung
- Bola de Ouro (vergeben durch das Magazin Placar) (4): 1975, 1979, 1980, 1983